# Petrivka (Donetsk)
Petrivka (en ucraniano: Петрівка; en ruso: Петровка, romanizado: Petrovka) es un asentamiento de tipo urbano ucraniano perteneciente al óblast de Donetsk. Situado en el este del país, hasta 2020 era parte del área municipal de Toretsk pero después de esta fecha, se convirtió en parte del raión de Bájmut y del municipio (hromada) de Toretsk.

## Geografía
Petrivka está a orillas del río Krivi Torets, a 7 km de Toretsk y 44 km al norte de Donetsk.

## Historia
El pueblo de Petrova fue comprado en 1794 por Fiódor Fursov de manos del general en jefe Piotr Passek. En 1795, el pueblo de Petrova incluía 234 cosacos de Zaporiyia trasladados aquí en 1782 por el general Passek desde las cercanías de Vovchansk y 467 pequeños rusos.
Petrivka ya existía antes de la Primera Guerra Mundial y era bastante importante, con una población superior a los 2.000 habitantes. En 1964 se le otorgó el estatus de asentamiento de tipo urbano.

## Demografía
La evolución de la población de Petrivka entre 1859 y 2022 fue la siguiente:
| 780                                                           | 575 | 1972 | 1576 | 1170 | 1265 | 1237 | 3047 | 1117 | 1078 | 1054 | 1009 |
| (Fuente: Cities & Towns of Ukraine y UKRAINE: Größere Städte) |     |      |      |      |      |      |      |      |      |      |      |

Según el censo de 2001, la lengua materna de la mayoría de los habitantes, el 95,15%, es el ucraniano; del 4,61% es el ruso.

## Infraestructura

### Transporte
Por Petrivka pasa una carretera local que conecta el asentamiento con Toretsk.